# Recherche, Assistance, Intervention, Dissuasion
Recherche, assistance, intervention, dissuasion (zkráceně RAID) je elitní jednotka francouzské národní policie. Název byl vybrán s odkazem na slovo „raid“, označující vojenský útok. Backronymem dostal význam: výzkum, pomoc, zásah, odstrašení. 

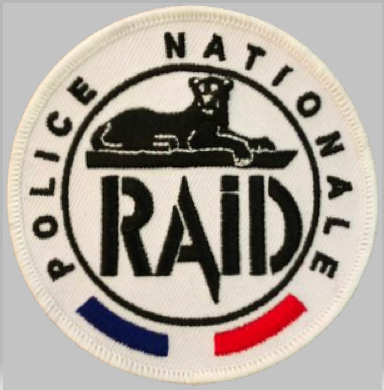
Logo RAID

Jednotka založená v roce 1985 se na celém území státu podílí na boji proti všem formám zločinu, organizovanému zločinu, terorismu a braní rukojmích. 
RAID, který je přímo podřízen generálnímu řediteli Národní policie, zasahuje během vážných událostí, které vyžadují použití specifických technik a prostředků k neutralizaci nebezpečných osob, a to buď vyjednáváním, nebo intervencí. 
Jeho úlohou je zejména působit v krizových situacích, jako je brání rukojmích, omezování šílenců nebo zatýkání vysoce rizikových zločinců, a rovněž přispívat k boji proti terorismu poskytováním pomoci specializovaným službám v rámci zatýkání jednotlivci nebo skupiny, které se pravděpodobně zapojí do teroristických akcí na francouzském území. 
Služba sídlí v Bièvres, v departmentu Essonne, s CRS 8 v Domaine de Bel-Air, sídle centrální jednotky a má navíc třináct poboček rozmístěných po celém území metropole, Bordeaux, Lille, Lyon, Marseille, Montpellier, Nancy, Nice, Rennes, Toulouse, Štrasburk a zámoří, v Nouméa (Nová Kaledonie, Pointe-à-Pitre (Guadeloupe) a Saint Denis (Réunion). 

## Historie

### Chronologie
Před vytvořením RAID se francouzská policie – bez jednotky s celostátní působností srovnatelnou s GIGN četnictva – spoléhala na regionální jednotky, jako je Zásahová a pátrací brigáda (BRI) v Paříži a zásahové skupiny národní policie (GIPN). RAID byl vytvořen 23. října 1985 rozkazem ministra vnitra Pierra Joxe na doporučení četných policistů a zejména komisaře Roberta Broussarda. Jeho prvním šéfem byl komisař Ange Mancini. 
Pracovní síla, původně 80 lidí, se v roce 1993 zvýšila přibližně na sto, na počátku roku 2000 přibližně 130 a v roce 2015 dosáhla 180. Od roku 2003 byly do určitých provozních funkcí přijaty ženy. 
Od 19. března 2015 je sedm metropolitních GIPN, které se nacházejí ve městech Bordeaux, Lille, Lyon, Marseille, Nice, Rennes a Štrasburk, oficiálně začleněno do RAID a stávají se jeho územními pobočkami. Výsledný počet příslušníků přesahuje hranici 300. 
Dne 19. dubna 2016 oznámil ministr vnitra Bernard Cazeneuve vytvoření tří dalších územních poboček v Montpellier, Nancy a Toulouse. Dvě jednotky, v Montpellier a Toulouse, byly vytvořeny v roce 2016, jednotka Nancy byla vytvořena v roce 2017. 
2. května 2018 se Národní policejní intervenční skupina (GIPN) z Nouméa (Nová Kaledonie) stala pobočkou RAID. 
Transformace posledních dvou GIPN z Pointe-à-Pitre a Saint Denis de La Réunion, na pobočky RAID, proběhla 1. března 2019.

### Nejznámější zásahy
RAID je známý zejména pro:
- Výsledek brání rukojmích u soudu v Nantes v prosinci 1985
- Zatčení hlavních členů „parukového gangu“ v prosinci 1986 ve vile v Yerres v Essonne
- Zatčení vůdců přímé akce v roce 1987
- Kontrola nad nevyrovnaným šílencem v Ris-Orangis v roce 1989, operace, při které zemřeli první dva členové RAID v operaci
- Propuštění dětí zajatých jako rukojmí Érickem Schmittem, přezdívaným HB (Human Bomb; lidská bomba) v roce 1993
- Zásah proti islamistům GIA v Roubaix (Gang Roubaix) v roce 1996
- Zatčení Yvana Colonny v roce 2003
- Četná zatčení vůdců ETA ve francouzském Baskicku a také v Auvergne (2009, 2010)
- Zatčení Jeana-Pierra Treibera v roce 2009
- Zásah v Mountaubanu a Toulouse v březnu 2012 proti střelci Mohamedu Merahovi
- Pátrání po pachatelích střelby v sídle Charlie Hebdo 7. ledna 2015
- Mobilizace k útoku Hyper Cacher v Paříži v obchodě s potravinami 9. ledna 2015, mise, během níž jednotka poprvé spolupracovala na zemi s GIGN, elitní jednotkou Národního četnictva, během dvojitého zajetí rukojmích ve Francii 9. ledna 2015
- Zásah během útoku z 13. listopadu 2015 v Île-de-France, společně s BRI, během zadržování rukojmích v Bataclanu
- Útok v centru města Saint Denis neutralizující Abdelhamida Abaaouda, údajného plánovače útoků z 13. listopadu 2015 v Île-de-France
- Zneškodnění dvojnásobného vraha z 13. června 2016 v Megnanville
- Zásah ve vazebním středisku Condé-sur-Sarthe 5. března 2019 proti dvojici islamistických teroristů, kteří pobodali stráže

- Dne 26. srpna 2021 v reportáži „V srdci Kábulu“ figurovalo asi dvacet policistů RAID, kteří se starali o ochranu Davida Martinona (francouzského velvyslance v Afghánistánu) a také francouzského velvyslanectví v Kábulu.

## Mise
RAID přispívá na celém území republiky k boji proti všem formám kriminality. V této funkci poskytuje pomoc policejním službám a odpovídá zejména za:
- Zasahovat v případě narušení veřejného pořádku vyžadujícího použití specifických technik a prostředků.
- Poskytovat podporu útvarům odpovědným za prevenci a represi organizovaného zločinu a terorismu.
- Pomáhat Ochranné službě (SDLP) v jejich misích.
- Zpřístupnit policejním službám specializované materiály používané příslušníky útvaru.
- Přispívat, zejména ve spolupráci s oddělením zdrojů a dovednosti národní policie, k výcviku policejního personálu v boji proti terorismu.
- Provádět ve spolupráci s ředitelstvím zdrojů a dovedností národní policie a ústředním ředitelstvím justiční policie, studie a zkoušky zasahovacích technik a materiálů, jakož i školení policistů nebo služeb v rámci své činnosti.

RAID také poskytuje blízkou ochranu některým francouzským velvyslancům v zahraničí. Tato mise je sdílená s GIGN, která provádí stejné mise v jiných zemích. 

## Organizace

### RAID v Národní policii
Jednotka, která je podřízena přímo generálnímu řediteli Národní policie, je řízena úředníkem z konstrukčního a řídícího orgánu Národní policie. 
RAID je součástí národních policejních intervenčních sil (FIPN), které rovněž zahrnují protikomandovou brigádu pařížské policejní prefektury (tj. Výzkumnou a intervenční brigádu (BRI) pařížské policejní prefektury (PP), posíleno dalšími jednotkami PP). Když je FIPN aktivován, vedoucí RAID zajištuje provozní koordinaci. 
RAID lze přesunout nebo použít na příkaz generálního ředitele národní policie. Zasahuje pouze pod velením své hierarchie. Není příslušný k právnímu výsledku skutkového stavu, do něhož zasáhl. Může být zpřístupněn prefektům a státním zástupcům, kteří o to požádají. V tomto případě dožadující orgán definuje obecné poslání přidělené této službě. Vedoucí jednotky odpovědné za plnění mise zůstává výhradně odpovědný za podmínky a technická opatření pro její provedení. Pomoc jim poskytují vedoucí územních policejních služeb. Od roku 2020 je na dotčených územích, jako je Nová Kaledonie, jednotka RAID začleněna do územního velitelství Národní policie. 
Koordinaci a interoperabilitu mezi RAID a GIGN v rámci ministerstva vnitra zajištuje Ucofi (Koordinační jednotka zásahových jednotek), vytvořená v roce 2010. Absolutní nouzový postup (P. U. A.) ustanovený v dubnu 2016 jako součást Národního intervenčního plánu pro bezpečnostní složky ministrem vnitra v reakci na útoky z roku 2015 povoluje - v případě velké krize nebo více krizí - zásah jakékoli jednotky, která je schopna tak učinit na kterémkoli místě území (tím se osvobodit od kritéria zeměpisné způsobilosti, které se obvykle ukládá).  

### Příslušníci
K 1. srpnu 2009 měl RAID 168 státních zaměstnanců, z toho tři členové projekčních řídícího orgánu (policejní komisaři), 21 z velitelského orgánu, 119 z řídícího a donucovacího orgánu a 25 administrativních a technických pracovníků (včetně psychologa a 6 lékařů). 
Od jara 2015 vedlo zvýšení počtu příslušníků, zejména prostřednictvím integrace operátorů GIPN z pevninské Francie a zámoří k tomu, že jednotka dosáhla hranice 400.  
Operační personál je organizován do útočných skupin, skupin parašutistů, potápěčů, vyjednavačů, skupiny GOST (skupina provozní technické podpory), skupiny Omega (odstřelovači), bazénu pro vloupání a bazénu pro psy. 
Přijetí do jednotky se řídí velmi přísnými kritérii, zejména s ohledem na zkoušky fyzické, zdravotní a psychotechnické způsobilosti. Určité pracovní pozice (vyjednávání, střelba na přesnost atd.) jsou obsaženy ženským personálem. 
Profil členů jednotky se od jejího vzniku výrazně vyvíjel. Zatímco původně byl složen hlavně z inspektorů (nyní nazývaných důstojníky), v roce 2016 RAID zaměstnává především důstojníky a stráže. 
Od vytvoření RAID přišli při operacích o život tři její členové: dva v Ris-Orangis v roce 1989 a jeden na Korsice v roce 1996. 

### Výběrové řízení
Výběrové řízení do jednotky RAID probíhá každý rok na dobrovolné bázi. Kandidát musí mít alespoň tři roky služby u Národní policie a musí být mladší než 40 let pro mírové stráže nebo méně než 45 let pro důstojníky velitelského sboru. Po počátečním výběru probíhají výběrové testy trvající jeden týden. Tyto testy zahrnují fyzické testy, psychologické a psychotechnické testy a sportovně technické testy. Uchazeči, kteří úspěšně absolvovali tyto výběrové testy, pak vstupují do úvodního vyřazovacího cyklu trvajícího 16 týdnů, během něhož jsou trénováni v základech taktiky a získávají kvalifikaci potřebnou pro splnění svého budoucího poslání operátora RAID. Kandidáti, kteří prošli vstupními výcvikovými testy, jsou pak přidělováni podle potřeb služby buď v rámci centrální jednotky, nebo v rámci jedné z jejich poboček. Na konci tohoto přidělení podléhá provozovatelům ještě zkušební doba 6 měsíců, než jim bude uděleno oprávnění. 
Policisté RAID podstupují každé tři roky testy, aby se ověřilo, zda stále mají požadovanou úroveň. 

### Rozpočet
Pro rok 2012 měl RAID rozpočet na provoz a vybavení více než 2 000 000 eur a také další dvě specifické obálky. První ve výši 85 000 eur byl určen na pořízení zařízení podléhajícího autorizaci. Druhá ve výši 70 000 eur umožňuje RAID pokrýt náklady na školení svých zaměstnanců a státních zaměstnanců zařazených do zásahových skupin Národní policie. 
Její celkový rozpočet se tedy pohybuje kolem 2,17 milionu eur (bez osobních nákladů).    